# Saumont
Saumont ist eine französische Gemeinde mit 242 Einwohnern (Stand 1. Januar 2022) im Département Lot-et-Garonne in der Region Nouvelle-Aquitaine. Sie gehört zum Gemeindeverband Communauté de communes des Coteaux de l’Albret. Die Einwohner werden Saumonais(es) genannt.

## Geografie

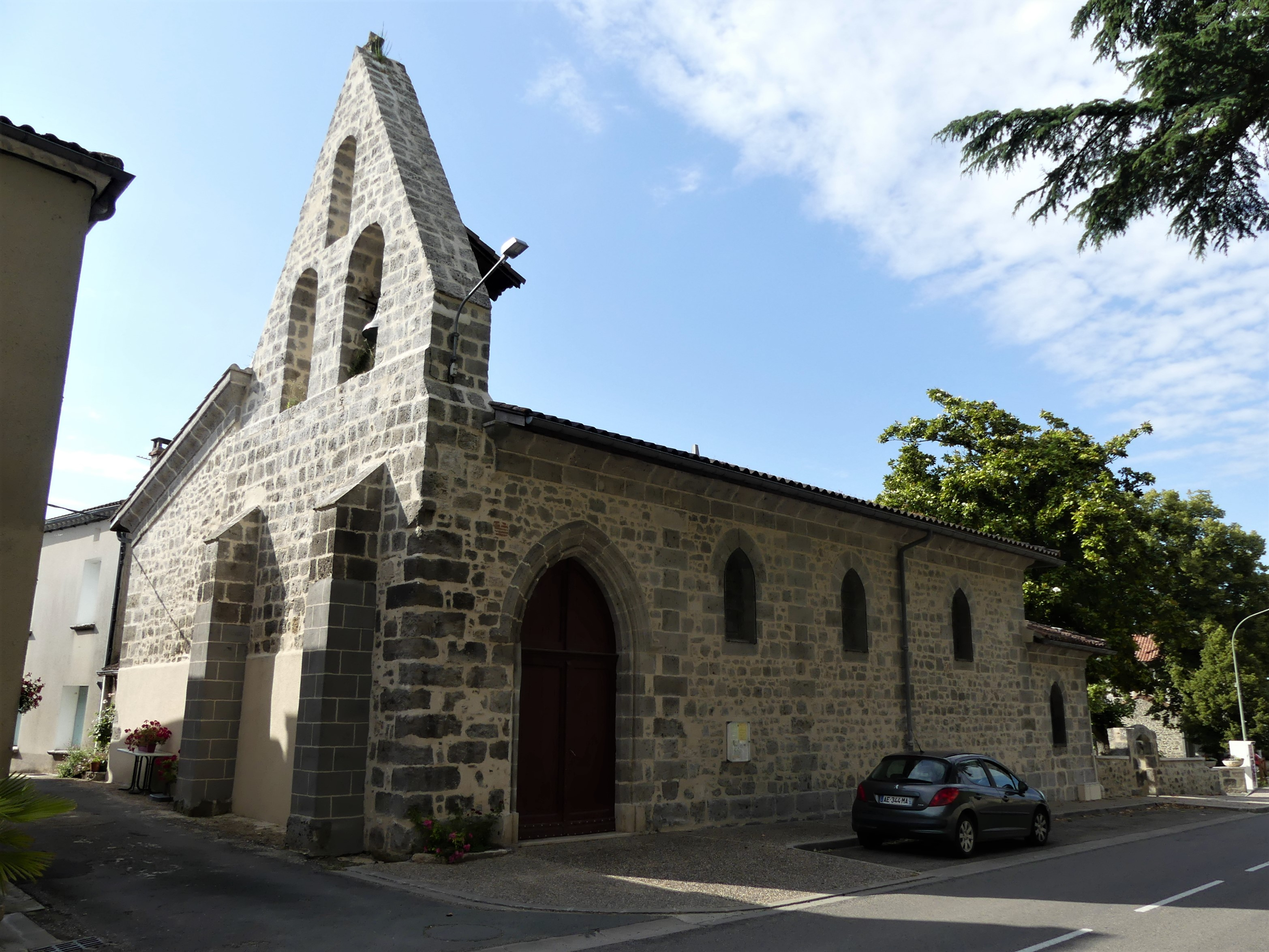
Saumont église

Saumont liegt an der Départementsstraße D15, 15 km südwestlich von Agen und 8,6 km östlich von Nérac im Tal des Auvignon, eines orografisch linken Nebenflusses der Garonne. Die Gegend um Saumont wird Pays d’Albret genannt.

## Geschichte
Im 14. Jahrhundert gehörte das Lehen Saumont einem Zweig der Familie Albret. An mehreren Häusern gibt es Mauerspuren aus dem 16. Jahrhundert. Auf dem Kataster von 1818 gab es zwei Ortsteile von Saumont, einer lag am Schloss und wurde in der zweiten Hälfte des 19. Jahrhunderts zerstört und neu erbaut. 

## Sehenswürdigkeiten
- Das Château de Saumont wurde um 1654 auf den Ruinen eines älteren Gebäudes für Marie-Claire de Mauléon und ihren Ehemann François de Tersac, seigneur de Montberault erbaut. 1807 wurde es verkauft. In den 1830er Jahren wurden zehn Métairies (etwa Meierhöfe), zwei Wassermühlen und eine Windmühle dem Schloss angegliedert. 1888 wurde das Schloss renoviert. 1956 erwarb der humanitäre Verein Petits frères des Pauvres (kleine Brüder der Armen) das Schloss und verwandelte es in ein Altenheim.[2]

## Wirtschaft
Haupterwerbszweige in Saumont sind Ackerbau, Weinbau, Melonen- und Tomatenanbau. Die Gemeinde liegt im Weinbaugebiet Côtes-du-brulhois (AOVDQS). AOVDQS bedeutet Appellation d’origine vin délimité de qualité supérieure, „Weine höherer Qualität aus begrenztem Anbaugebiet“.